# Heavenly Daze
Heavenly Daze (br.: Um Sonho Celestial) é um filme de curta-metragem estadunidense de 1948, dirigido por  Jules White. É o 109º de um total de 190 curtas da série de comédia pastelão que os Três Patetas estrelaram para a Columbia Pictures entre 1934 e 1959.

## Enredo
Shemp morre e vai para o Céu e conversa com o Tio Mortimer (Moe, de barba branca e lembrando Moisés). Mortimer reluta em decidir se Shemp fica no Céu ou vai para o Inferno. Ele acha que os dois primos de Shemp, Moe e Larry, também não se comportam bem e resolve dar uma oportunidade a eles e permite que Shemp volte como um fantasma invisível para que possa ajudá-los a melhorarem e com isso, ficarem no Céu.
Na Terra, Moe e Larry choram enquanto dividem as economias de 140 dólares que herdaram do primo falecido, conforme testamento preparado pelo advogado I. Fleecem (Vernon Dent). Moe tenta enganar Larry para ficar com uma quantia maior de dinheiro e Shemp intervem. Depois, o advogado cobra 150 dólares de honorários e aceita ficar com os 140, admitindo que qualquer outro cobraria 20 dólares. Shemp imediatamente tira o dinheiro do bolso do advogado quando ele sai e o põe nos de Moe e Larry. Os dois percebem que é Shemp que está realizando aquelas coisas estranhas.
Mais tarde, Moe e Larry alugam um luxuoso apartamento, e contratam também o mordomo Spiffingham (o afro-americano Sam McDaniel). Os dois pretendem enganar um casal de investidores (Victor Travers e Symona Boniface) para que adquiram os direitos de uma invenção não testada, uma caneta que escreve sobre creme de leite.
Shemp entra no lugar e aterroriza Spiffingham. Depois deixa Moe e Larry saberem que ele está ali. Apesar do mordomo fugir apavorado, Moe e Larry permanecem. Shemp mexe no misturador de creme que começa a funcionar em alta-velocidade e espirrar o produto nos rostos de todos e depois se incendeia. Nesse momento, Shemp acorda com a cama pegando fogo causado por um cigarro aceso e percebe que estivera sonhando. Ele conta aos primos sobre a caneta sobre creme então Moe mistura um pouco do produto e Larry lhe dá uma caneta para que ele escreva sobre aquilo. Shemp então inicia uma carta dizendo "Querida mamãe...".

## Produção
Nos anos de 1940 o sobrenatural era popular no gênero do cinema de fantasia e o tema de mortos voltando para ajudarem os vivos é visto em Here Comes Mr Jordan, A Matter of Life and Death, Wonder Man e a sequência da Columbia de Mr. Jordan, Down to Earth. A série animada Tom and Jerry também retrabalhou partes de Heavenly Daze no ano seguinte, na animação Heavenly Puss.
Numa cena, Larry pergunta porque alguém iria querer uma caneta que escrevesse sobre creme de leite. Moe responde que as pessoas poderiam estar no deserto onde eles não poderiam escrever sobre a água. É uma referência ao primeiro slogan sobre canetas apresentado por Milton Reynolds em 1945 que dizia "Isto escreve debaixo d'água".
Uma gag no roteiro era sobre uma caneta tinteiro atingir o meio da testa de Larry. A caneta seria puxada por um fio até um pequeno buraco numa chapa de metal presa na cabeça do humorista. Contudo,por um erro de cálculo dos responsáveis por efeitos especiais, a ponta da caneta perfurou a pele de Larry, deixando um corte em sua testa. Moe mais tarde perseguiu o diretor Jules White através do cenário reclamando sobre a promessa que lhe fizera que aquele procedimento seria inofensivo.
Heavenly Daze foi retrabalhado em 1955 com o título Bedlam in Paradise, usando amplas filmagens do original. O título parodia "heavenly days", um popular bordão do programa de rádio Fibber McGee and Molly.